# Kreditoplysningsbureau
Et kredioplysningsbureau eller credit rating agency er en virksomhed, som lever af at sælge kreditvurdering og kreditoplysninger.
Kreditrangeringer udgør en kode, som kreditorer bruger til at vurdere, hvor mange penge til hvor stor en rente, de vil låne til en virksomhed eller land. Det vil sige, at det som ratingbureauerne lever af, er at udarbejde oversigter over virksomheder med en kode, som er et udtryk for bureauets vurdering af virksomhedens evne til at tilbagebetale lån. 
Alle kan lave en liste med virksomheder og en kode, men et ratingbureau lever af sin troværdighed. En bank vil betale mere for en troværdig liste end for en liste af tilsvarende kvalitet fra en ukendt virksomhed.

## Eksempler
- Experian
- Standard & Poor's
- Moody's
- Fitch

## Links
Sådan arbejder ratingbureauerne Arkiveret 28. september 2011 hos  Wayback Machine